# Гилофос
Гилофос (грч. Γήλοφος) је насељено место у општини Дескати у периферији Западна Македонија, Грчка. Према попису из 2021. године било је 76 становника.
Насеље су основали арванитски сточари из Северног Епира. Године 1913. Гилофос је имао 46 житеља Грка. Село се раније звало Чука.